# Großer Preis von Italien 2000
Der Große Preis von Italien 2000 (offiziell LXXI Gran Premio Campari d’Italia) fand am 10. September auf dem Autodromo Nazionale di Monza in Monza statt und war das 14. Rennen der Formel-1-Weltmeisterschaft 2000.

## Berichte

### Hintergrund
Nach dem Großen Preis von Belgien führte Mika Häkkinen in der Fahrerwertung mit sechs Punkten vor Michael Schumacher und mit 13 Punkten vor David Coulthard. In der Konstrukteurswertung führte McLaren-Mercedes mit acht Punkten vor Ferrari und mit 95 Punkten vor Williams-BMW.
Mit Michael Schumacher (zweimal), Johnny Herbert, Heinz-Harald Frentzen und Coulthard (jeweils einmal) traten vier ehemalige Sieger zu diesem Grand Prix an.

### Training

#### Freitagstraining
Im ersten freien Training am Freitag erzielte Rubens Barrichello die schnellste Rundenzeit vor Schumacher und Jarno Trulli.

#### Samstagstraining
Im Samstagstraining übernahm sein Teamkollege Michael Schumacher die Führungsposition vor Häkkinen, Barrichello selber fuhr die drittschnellste Zeit.

### Qualifying
Im Qualifying lautete die Reihenfolge genau gleich wie im freien Training zuvor: Michael Schumacher drehte erneut die schnellste Runde und belegte damit die Pole-Position vor Häkkinen und Teamkollege Barrichello.

### Warm Up
Im Warm Up am Rennsontag erzielte überraschend Ricardo Zonta die schnellste Runde, zweiter wurde Häkkinen vor Michael Schumacher.

### Rennen
Gleich nach dem Start, als sich die Autos der vor kurzem neu gestalteten ersten Schikane näherten, kollidierte Eddie Irvines Jaguar mit beiden Sauber-Fahrern, sodass sein Motor abstarb und ihn so schon früh im Rennen zur Aufgabe zwang. Ein viel schwererer Unfall wurde kurze Zeit später in der zweiten Schikane ausgelöst, als die Jordan von Trulli und Frentzen einander berührten, Trulli sich drehte und die beiden die Autos von Barrichello und Coulthard von der Strecke rissen. Alle vier endeten im Kiesbett. Kurz darauf folgte der Arrows von Pedro de la Rosa, der ins Heck von Herberts Jaguar gekracht war; mit solcher Wucht, dass es dessen linkes Hinterrad weggerissen hatte, der Arrows in die Luft stieg und sich mehrfach überschlug. Als er den Auslaufbereich erreichte, touchierte de la Rosas Auto das von Coulthard und landete auf der Seite, gleich neben Barrichellos Ferrari.
Die fünf ausgefallenen Fahrer konnten ohne körperliche Verletzungen aus ihren Autos klettern. Herberts Auto kam um die Auslaufzone herum und er fuhr zurück an die Boxen auf drei verbliebenen Rädern. Jedoch hatte sich während des Abflugs das rechte Vorderrad von Frentzens Jordan gelöst und war in Richtung Streckenbegrenzung geflogen, wo es den 33-jährigen Feuerwehrmann Paolo Gislimberti im Brust- und Kopfbereich traf. Gislimberti wurde vor Ort reanimiert, erlag aber später seinen Verletzungen und wurde der erste Todesfall in der Formel 1 seit Ayrton Senna 1994 (siehe: Großer Preis von San Marino 1994). Er hinterließ eine schwangere Frau, die finanzielle Unterstützung aus einer Auktion des Verkaufs der Rennfahrer-Overalls erhielt.
Die Rennkommissare entschieden sich, das Rennen nicht abzubrechen, sondern die verbliebenen Autos hinter dem Safety-Car zu führen. Dies verärgerte viele Fahrer, darunter Coulthard, der sagte, das Rennen hätte wegen der Ernsthaftigkeit des Zustandes des Feuerwehrmannes abgebrochen werden müssen. Die Safety-Car-Phase dauerte elf Runden mit Michael Schumacher in Führung und Häkkinen an zweiter Position. Beide befanden sich kurz vor dem Unfall, als er passierte.
Michael Schumacher und Häkkinen benutzten beide eine Ein-Stopp-Strategie, die es Michael Schumacher ermöglichte, am Ende des Rennens vor dem Finnen zu bleiben und damit den Großen Preis von Italien das dritte Mal in fünf Jahren zu gewinnen. Dies war der 41. Sieg seiner Karriere, damit hatte er nun die zweithöchste Anzahl Gesamtsiege und genau gleich so viele wie Senna. Häkkinen sicherte sich den zweiten Platz, Ralf Schumacher wurde Dritter. In die weiteren Punkteränge fuhren Jos Verstappen (das beste Resultat der Saison mit einem vierten Platz) 7,5 Sekunden hinter Ralf Schumacher, Alexander Wurz erzielte seine einzigen beiden WM-Punkte des Jahres mit dem fünften Platz und Ricardo Zonta wurde sechster für British American Racing.
Bei der Pressekonferenz nach dem Rennen brach Michael Schumacher in Tränen aus, als er gefragt wurde, ob ihm der heutige Sieg viel bedeute, da es sein 41. war und er nun mit Senna Gleichstand hatte. Nachdem auch Häkkinen, der ein Jahr lang Sennas Teamkollege gewesen war, sichtlich um seine Fassung rang und um eine Unterbrechung bat, wurde die Pressekonferenz bei Ralf Schumacher fortgesetzt, bis die anderen beiden sich beruhigen konnten. Michael Schumacher wurde noch zweimal auf seinen Gefühlsausbruch angesprochen, verweigerte aber, diese Fragen zu beantworten. Michael Schumacher zeigte sich später überrascht über die allgemeine Reaktion auf seinen Gefühlsausbruch (da sein öffentliches Auftreten sonst eher emotionslos gewesen war, waren seine Tränen vor allem in Italien größere Schlagzeilen als sein Sieg) und erklärte, dass er kurz vor dem Rennen erfahren hatte, dass sein alter Freund Willi Bergmeister einen Herzinfarkt erlitten hatte (den er allerdings überleben würde). Dazu kamen der schwere Unfall Gislimbertis (die Fahrer wussten zu dem Zeitpunkt noch nicht von seinem Tod), der Druck gewinnen zu müssen und schließlich die Erinnerung an Senna, die das Fass zum Überlaufen brachte.
Als Konsequenz von Gislimbertis Tod wurden die Radaufhängungen der Rennwagen verbessert, um die Räder davon abzuhalten, umherzufliegen und Fahrer, Sicherheitsbeamte und Fans in Gefahr zu bringen. 2004 wurde ein Sicherheitszaun an der Unfallstelle in der Variante Della Roggia installiert.
In der Weltmeisterschaft verkürzte Michael Schumacher den Abstand zu Häkkinen auf nur noch zwei Punkte. Bei der Konstrukteurswertung holte Ferrari bis auf vier Punkte Abstand zu McLaren auf.

## Meldeliste
| Team                           | Nr. | Fahrer                | Chassis         | Motor                 | Reifen |
| ------------------------------ | --- | --------------------- | --------------- | --------------------- | ------ |
| West McLaren Mercedes          | 01  | Mika Häkkinen         | McLaren MP4/15  | Mercedes-Benz 3.0 V10 | B      |
| West McLaren Mercedes          | 02  | David Coulthard       | McLaren MP4/15  | Mercedes-Benz 3.0 V10 | B      |
| Scuderia Ferrari Marlboro      | 03  | Michael Schumacher    | Ferrari F1-2000 | Ferrari 3.0 V10       | B      |
| Scuderia Ferrari Marlboro      | 04  | Rubens Barrichello    | Ferrari F1-2000 | Ferrari 3.0 V10       | B      |
| Benson and Hedges Jordan       | 05  | Heinz-Harald Frentzen | Jordan EJ10B    | Mugen-Honda 3.0 V10   | B      |
| Benson and Hedges Jordan       | 06  | Jarno Trulli          | Jordan EJ10B    | Mugen-Honda 3.0 V10   | B      |
| Jaguar Racing                  | 07  | Eddie Irvine          | Jaguar R1       | Cosworth 3.0 V10      | B      |
| Jaguar Racing                  | 08  | Johnny Herbert        | Jaguar R1       | Cosworth 3.0 V10      | B      |
| BMW Williams F1 Team           | 09  | Ralf Schumacher       | Williams FW22   | BMW 3.0 V10           | B      |
| BMW Williams F1 Team           | 10  | Jenson Button         | Williams FW22   | BMW 3.0 V10           | B      |
| Mild Seven Benetton Playlife   | 11  | Giancarlo Fisichella  | Benetton B200   | Supertec 3.0 V10      | B      |
| Mild Seven Benetton Playlife   | 12  | Alexander Wurz        | Benetton B200   | Supertec 3.0 V10      | B      |
| Gauloises Prost Peugeot        | 14  | Jean Alesi            | Prost AP03      | Peugeot 3.0 V10       | B      |
| Gauloises Prost Peugeot        | 15  | Nick Heidfeld         | Prost AP03      | Peugeot 3.0 V10       | B      |
| Red Bull Sauber Petronas       | 16  | Pedro Diniz           | Sauber C19      | Petronas 3.0 V10      | B      |
| Red Bull Sauber Petronas       | 17  | Mika Salo             | Sauber C19      | Petronas 3.0 V10      | B      |
| Arrows F1 Team                 | 18  | Pedro de la Rosa      | Arrows A21      | Supertec 3.0 V10      | B      |
| Arrows F1 Team                 | 19  | Jos Verstappen        | Arrows A21      | Supertec 3.0 V10      | B      |
| Telefonica Minardi Fondmetal   | 20  | Marc Gené             | Minardi M02     | Fondmetal 3.0 V10     | B      |
| Telefonica Minardi Fondmetal   | 21  | Gastón Mazzacane      | Minardi M02     | Fondmetal 3.0 V10     | B      |
| Lucky Strike Reynard BAR Honda | 22  | Jacques Villeneuve    | BAR 002         | Honda 3.0 V10         | B      |
| Lucky Strike Reynard BAR Honda | 23  | Ricardo Zonta         | BAR 002         | Honda 3.0 V10         | B      |

## Klassifikationen

### Qualifying
| Pos. | Fahrer                | Konstrukteur      | Zeit     | Start |
| ---- | --------------------- | ----------------- | -------- | ----- |
| 01   | Michael Schumacher    | Ferrari           | 1:23,770 | 01    |
| 02   | Rubens Barrichello    | Ferrari           | 1:23,797 | 02    |
| 03   | Mika Häkkinen         | McLaren-Mercedes  | 1:23,967 | 03    |
| 04   | Jacques Villeneuve    | BAR-Honda         | 1:24,238 | 04    |
| 05   | David Coulthard       | McLaren-Mercedes  | 1:24,290 | 05    |
| 06   | Jarno Trulli          | Jordan-Mugen      | 1:24,477 | 06    |
| 07   | Ralf Schumacher       | Williams-BMW      | 1:24,516 | 07    |
| 08   | Heinz-Harald Frentzen | Jordan-Mugen      | 1:24,786 | 08    |
| 09   | Giancarlo Fisichella  | Benetton-Supertec | 1:24,789 | 09    |
| 10   | Pedro de la Rosa      | Arrows-Supertec   | 1:24,814 | 10    |
| 11   | Jos Verstappen        | Arrows-Supertec   | 1:24,820 | 11    |
| 12   | Jenson Button         | Williams-BMW      | 1:24,907 | 12    |
| 13   | Alexander Wurz        | Benetton-Supertec | 1:25,150 | 13    |
| 14   | Eddie Irvine          | Jaguar-Cosworth   | 1:25,251 | 14    |
| 15   | Mika Salo             | Sauber-Petronas   | 1:25,322 | 15    |
| 16   | Pedro Diniz           | Sauber-Petronas   | 1:25,324 | 16    |
| 17   | Ricardo Zonta         | BAR-Honda         | 1:25,337 | 17    |
| 18   | Johnny Herbert        | Jaguar-Cosworth   | 1:25,388 | 18    |
| 19   | Jean Alesi            | Prost-Peugeot     | 1:25,558 | 19    |
| 20   | Nick Heidfeld         | Prost-Peugeot     | 1:25,625 | 20    |
| 21   | Marc Gené             | Minardi-Fondmetal | 1:26,336 | 21    |
| 22   | Gastón Mazzacane      | Minardi-Fondmetal | 1:27,360 | 22    |

### Rennen
| Pos. | Fahrer                | Konstrukteur      | Runden | Stopps | Zeit        | Start | Schnellste Runde |
| ---- | --------------------- | ----------------- | ------ | ------ | ----------- | ----- | ---------------- |
| 1    | Michael Schumacher    | Ferrari           | 53     | 1      | 1:27:31,638 | 01    | 1:25,663 (36.)   |
| 2    | Mika Häkkinen         | McLaren-Mercedes  | 53     | 1      | + 3,810     | 03    | 1:25,595 (50.)   |
| 3    | Ralf Schumacher       | Williams-BMW      | 53     | 1      | + 52,432    | 07    | 1:26,636 (49.)   |
| 4    | Jos Verstappen        | Arrows-Supertec   | 53     | 1      | + 59,938    | 11    | 1:27,033 (31.)   |
| 5    | Alexander Wurz        | Benetton-Supertec | 53     | 1      | + 1:07,426  | 13    | 1:26,869 (44.)   |
| 6    | Ricardo Zonta         | BAR-Honda         | 53     | 3      | + 1:09,293  | 17    | 1:26,433 (22.)   |
| 7    | Mika Salo             | Sauber-Petronas   | 52     | 3      | + 1 Runde   | 15    | 1:27,297 (26.)   |
| 8    | Pedro Diniz           | Sauber-Petronas   | 52     | 2      | + 1 Runde   | 16    | 1:27,215 (44.)   |
| 9    | Marc Gené             | Minardi-Fondmetal | 52     | 1      | + 1 Runde   | 21    | 1:28,131 (31.)   |
| 10   | Gastón Mazzacane      | Minardi-Fondmetal | 52     | 1      | + 1 Runde   | 22    | 1:28,299 (49.)   |
| 11   | Giancarlo Fisichella  | Benetton-Supertec | 52     | 1      | + 1 Runde   | 09    | 1:26,731 (46.)   |
| 12   | Jean Alesi            | Prost-Peugeot     | 51     | 1      | + 2 Runden  | 19    | 1:27,978 (47.)   |
| –    | Nick Heidfeld         | Prost-Peugeot     | 15     | 0      | DNF         | 20    | 1:29,580 (14.)   |
| –    | Jacques Villeneuve    | BAR-Honda         | 14     | 0      | DNF         | 04    | 1:28,038 (14.)   |
| –    | Jenson Button         | Williams-BMW      | 10     | 0      | DNF         | 12    | 1:43,666 (01.)   |
| –    | Johnny Herbert        | Jaguar-Cosworth   | 1      | 0      | DNF         | 18    | 4:18,026 (01.)   |
| –    | Rubens Barrichello    | Ferrari           | 0      | 0      | DNF         | 02    | –                |
| –    | David Coulthard       | McLaren-Mercedes  | 0      | 0      | DNF         | 05    | –                |
| –    | Jarno Trulli          | Jordan-Mugen      | 0      | 0      | DNF         | 06    | –                |
| –    | Heinz-Harald Frentzen | Jordan-Mugen      | 0      | 0      | DNF         | 08    | –                |
| –    | Pedro de la Rosa      | Arrows-Supertec   | 0      | 0      | DNF         | 10    | –                |
| –    | Eddie Irvine          | Jaguar-Cosworth   | 0      | 0      | DNF         | 14    | –                |

## WM-Stände nach dem Rennen
Die ersten sechs des Rennens bekamen 10, 6, 4, 3, 2 bzw. 1 Punkt(e).

### Fahrerwertung
| Pos. | Fahrer                | Konstrukteur      | Punkte |
| ---- | --------------------- | ----------------- | ------ |
| 01   | Mika Häkkinen         | McLaren-Mercedes  | 80     |
| 02   | Michael Schumacher    | Ferrari           | 78     |
| 03   | David Coulthard       | McLaren-Mercedes  | 61     |
| 04   | Rubens Barrichello    | Ferrari           | 49     |
| 05   | Ralf Schumacher       | Williams-BMW      | 24     |
| 06   | Giancarlo Fisichella  | Benetton-Supertec | 18     |
| 07   | Jacques Villeneuve    | BAR-Honda         | 11     |
| 08   | Jenson Button         | Williams-BMW      | 10     |
| 09   | Heinz-Harald Frentzen | Jordan-Mugen      | 7      |
| 10   | Jarno Trulli          | Jordan-Mugen      | 6      |
| 11   | Mika Salo             | Sauber-Petronas   | 6      |
| 12   | Jos Verstappen        | Arrows-Supertec   | 5      |

| Pos. | Fahrer           | Konstrukteur      | Punkte |
| ---- | ---------------- | ----------------- | ------ |
| 13   | Eddie Irvine     | Jaguar-Cosworth   | 3      |
| 14   | Pedro de la Rosa | Arrows-Supertec   | 2      |
| 15   | Ricardo Zonta    | BAR-Honda         | 2      |
| 16   | Alexander Wurz   | Benetton-Supertec | 2      |
| 17   | Pedro Diniz      | Sauber-Petronas   | 0      |
| 18   | Johnny Herbert   | Jaguar-Cosworth   | 0      |
| 19   | Marc Gené        | Minardi-Fondmetal | 0      |
| 20   | Nick Heidfeld    | Prost-Peugeot     | 0      |
| 21   | Gastón Mazzacane | Minardi-Fondmetal | 0      |
| 22   | Jean Alesi       | Prost-Peugeot     | 0      |
| 23   | Luciano Burti    | Jaguar-Cosworth   | 0      |

### Konstrukteurswertung
| Pos. | Konstrukteur      | Punkte |
| ---- | ----------------- | ------ |
| 01   | McLaren-Mercedes  | 131    |
| 02   | Ferrari           | 127    |
| 03   | Williams-BMW      | 34     |
| 04   | Benetton-Supertec | 20     |
| 05   | Jordan-Mugen      | 13     |
| 06   | BAR-Honda         | 13     |

| Pos. | Konstrukteur      | Punkte |
| ---- | ----------------- | ------ |
| 07   | Arrows-Supertec   | 7      |
| 08   | Sauber-Petronas   | 6      |
| 09   | Jaguar-Cosworth   | 3      |
| 10   | Minardi-Fondmetal | 0      |
| 11   | Prost-Peugeot     | 0      |

Anmerkungen
1. ↑  Aufgrund eines fehlenden FIA-Siegels an Mika Häkkinens Auto beim Großen Preis von Österreich wurden McLaren-Mercedes nachträglich zehn Konstrukteurspunkte aberkannt.